# Elecciones generales de Luxemburgo de 2023
Las elecciones generales se realizaron en Luxemburgo el 8 de octubre de 2023. Se renovaron los 60 escaños de la Cámara de Diputados.
El actual Ministerio Bettel-Schneider es una coalición del Partido Democrático (DP), el Partido Socialista Obrero Luxemburgués (LSAP) y Los Verdes.

## Sistema electoral

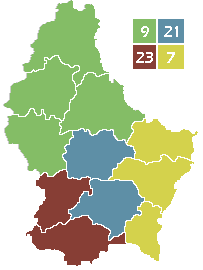
Mapa de los distritos electorales de Luxemburgo con número de escaños

Los 60 miembros de la Cámara de Diputados son elegidos por representación proporcional en cuatro circunscripciones plurinominales; nueve en la circunscripción Nord, siete en Est, 23 en Sud y 21 en Centre. Los votantes pueden votar por una lista de partido o emitir múltiples votos por tantos candidatos como escaños haya. La asignación de asientos se calcula de acuerdo con la cuota de Hagenbach-Bischoff.
Solo los ciudadanos de Luxemburgo pueden votar en las elecciones generales. En un referéndum de 2015 se rechazó una propuesta para extender los derechos de voto a los extranjeros que hayan vivido en Luxemburgo durante al menos diez años y hayan votado previamente en una elección europea o local en Luxemburgo. El voto es obligatorio para los ciudadanos luxemburgueses elegibles que viven en Luxemburgo y tienen menos de 75 años. Los ciudadanos luxemburgueses que viven en el extranjero pueden votar por correo en el municipio en el que vivieron más recientemente en Luxemburgo. Los ciudadanos luxemburgueses que nacieron en Luxemburgo pero que nunca han vivido allí pueden votar por correo en el municipio en el que nacieron. Los ciudadanos luxemburgueses que no hayan nacido en Luxemburgo y nunca hayan vivido allí pueden votar por correo en el municipio de la ciudad de Luxemburgo.

## Candidatos
| Candidato | Candidato | Candidato       | Partido | Ideología            | Posición        | Resul. | Resul. |
| Candidato | Candidato | Candidato       | Partido | Ideología            | Posición        | %      | Es.    |
| --------- | --------- | --------------- | ------- | -------------------- | --------------- | ------ | ------ |
|           |           | Luc Frieden     | CSV     | Democracia cristiana | Centroderecha   | 28.31  | 21     |
|           |           | Paulette Lenert | LSAP    | Socialdemocracia     | Centroizquierda | 17.60  | 10     |
|           |           | Xavier Bettel   | DP      | Liberalismo          | Centroderecha   | 16.91  | 12     |
|           |           | Fred Keup       | ADR     | Conservadurismo      | Derecha         | 8.28   | 4      |
|           |           | Sam Tanson      | DG      | Ecologismo           | Centroizquierda | 15.12  | 9      |
|           |           | Sven Clement    | PPLU    | Democracia directa   | Centro          | 6.45   | 2      |
|           |           | David Wagner    | DL      | Socialismo           | Izquierda       | 5.48   | 2      |

## Encuestas
| Fecha               | Encuestadora    | CSV    | DP     | LSAP   | DG     | ADR   | PPLU  | DL    | KPL   | Dem.  | DK    | Volt | Fokus | Dis.   |
| ------------------- | --------------- | ------ | ------ | ------ | ------ | ----- | ----- | ----- | ----- | ----- | ----- | ---- | ----- | ------ |
| Fecha               | Encuestadora    |        |        |        |        |       |       |       |       |       |       |      |       | Dis.   |
| 14−28 Nov 2022      | TNS             | 23.3%  | 18.4%  | 20.7%  | 12.1%  | 7.7%  | 9.6%  | 5.8%  | 0.5%  | 0.3%  | 0.1%  | 0.1% | 1.5%  | 2.6%   |
| 24 May − 7 Jun 2022 | TNS             | 23.0%  | 18.1%  | 18.0%  | 13.7%  | 7.6%  | 9.7%  | 5.6%  | 0.4%  | 0.3%  | 0.2%  | 0.5% | 2.9%  | 4.9%   |
| 11−19 Nov 2021      | TNS             | 21.6%  | 16.2%  | 20.2%  | 12.4%  | 11.3% | 11.1% | 5.0%  | 0.8%  | 0.6%  | 0.5%  | 0.3% | –     | 1.4%   |
| 9−21 Jun 2021       | TNS             | 24.6%  | 19.3%  | 17.8%  | 13.4%  | 7.6%  | 8.0%  | 7.0%  | 1.0%  | 0.6%  | 0.2%  | 0.5% | –     | 5.4%   |
| 10–24 Nov 2020      | TNS             | 25.7%  | 19.9%  | 19.8%  | 11.5%  | 9.6%  | 5.9%  | 5.8%  | 0.9%  | 0.5%  | 0.3%  | 0.1% | –     | 5.8%   |
| 4–24 Jun 2020       | TNS             | 27.5%  | 20.6%  | 16.4%  | 13.4%  | 8.2%  | 4.8%  | 7.3%  | 1.1%  | 0.3%  | 0.2%  | –    | –     | 6.9%   |
| 14–23 Nov 2019      | TNS             | 30.1%  | 16.6%  | 15.0%  | 15.9%  | 10.4% | 5.4%  | 5.5%  | 0.8%  | 0.1%  | 0.2%  | –    | –     | 13.5%  |
| 14 Oct 2018         | Elecciones 2018 | 28.90% | 17.50% | 16.77% | 15.05% | 8.56% | 6.61% | 5.04% | 1.14% | 0.29% | 0.27% | –    | –     | 11,40% |

## Resultados
| Partido                                     | Partido                                       | Votos     | %     | Escaños | +/–         |
| ------------------------------------------- | --------------------------------------------- | --------- | ----- | ------- | ----------- |
|                                             | Partido Popular Social Cristiano              | 1,099,427 | 29.21 | 21      | Sin cambios |
|                                             | Partido Socialista Obrero Luxemburgués        | 711,890   | 18.91 | 11      | 1           |
|                                             | Partido Democrático                           | 703,833   | 18.70 | 14      | 2           |
|                                             | Partido Alternativo de la Reforma Democrática | 348,990   | 9.27  | 5       | 1           |
|                                             | Los Verdes                                    | 321,895   | 8.55  | 4       | 5           |
|                                             | Partido Pirata Luxemburgués                   | 253,554   | 6.74  | 3       | 1           |
|                                             | La Izquierda                                  | 147,839   | 3.93  | 2       | Sin cambios |
|                                             | Fokus                                         | 93,839    | 2.49  | 0       | Nuevo       |
|                                             | Liberté - Fräiheet!                           | 42,643    | 1.13  | 0       | Nuevo       |
|                                             | Partido Comunista de Luxemburgo               | 24,275    | 0.64  | 0       | 0           |
|                                             | Los Conservadores                             | 8,494     | 0.23  | 0       | 0           |
|                                             | Volt                                          | 7,001     | 0.19  | 0       | Nuevo       |
| Votos nulos                                 | Votos nulos                                   | 10,735    | 4.29  | –       | –           |
| Votos en blanco                             | Votos en blanco                               | 7,889     | 3.16  | –       | –           |
| Total                                       | Total                                         | 249,968   | 100   | 60      | –           |
| Votantes registrados/participación          | Votantes registrados/participación            | 286,711   | 87.18 | –       | –           |
| Fuente: https://elections.public.lu/en.html |                                               |           |       |         |             |

## Formación de gobierno
El 9 de octubre de 2023, el jefe de Estado Enrique de Luxemburgo nombró a Luc Frieden como encargado de formar gobierno con la intención de que el mismo se convirtiera en el próximo primer ministro. El líder del CSV inició negociaciones con el primer ministro saliente Xavier Bettel y su PD. Bettel expresó su voluntad de participar en el gobierno, aunque no como primer ministro.
El 13 de noviembre de 2023, Frieden anunció un acuerdo de coalición entre CSV y DP. Bettel encabezó la delegación del PD en las negociaciones de coalición, mientras que la delegación del CSV estuvo encabezada por el presidente del partido Claude Wiseler.Frieden declaró que esperaba asumir el cargo al final de la semana siguiente al anuncio. El nuevo gabinete prestó juramento ante el jefe de Estado Enrique de Luxemburgo y Frieden asumió el cargo de Primer ministro el 17 de noviembre de 2023.